# Символизъм при светците
Символизмът при светците отразява използваната от самото начало на религията символика на християнските светци.
За всеки светец се казва, че е водил примерен живот и символите са били използвани за разказване на тези истории през цялата история на Църквата. Редица християнски светци са традиционно представени чрез символ или емблематичен мотив, свързан с живота им, наречен атрибут или емблема, за да ги идентифицира. Изучаването на тези форми е част от иконографията в историята на изкуството. Те са били особено използвани, за да може неграмотният да разпознае сцена и да даде на всеки от светците нещо като персонализиране в изкуството. Те често се носят в ръка от светеца.
Атрибутите често варират в зависимост от времето или географията, особено между Източното християнство и Запада. Православните изображения по-често съдържат надписи с имена на светци, така че източният репертоар от атрибути обикновено е по-малък от западния. Много от най-видните светци, като свети Петър и свети Йоан Богослов, също могат да бъдат разпознати по отличителен тип лице. Някои атрибути са общи, като дланта на мъченика. Използването на символ в произведение на изкуството, изобразяващо светец, напомня на хората, които се показват, и на тяхната история. Следва списък на някои от тези атрибути.

## Четиримата евангелисти
| Светец | Символ                 |
| ------ | ---------------------- |
| Матей  | крилат човек или ангел |
| Марк   | крилат лъв             |
| Лука   | крилат бик             |
| Йоан   | орел                   |

## Дева Мария
Дева Мария обичайно се представя облечена в синьо. Нейните атрибути включват наред с много други мантия (често в синьо или много голяма, за да покрие вярващите), корона от 12 звезди, змия, Слънце и/или Луна, сърце, пронизано от меч, лилия Мадона (Lilium candidum), рози и огърлица.
| Светец                   | Символ |
| ------------------------ | --- |
| Our Lady of Good Counsel | Дева Мария с младенеца Исус в техния трогателен ореол се появяват думите SS. Mater Boni consilii, ora pro nobis Jesum filium tuum |
| Our Lady of Sorrows      | Дева Мария в траурно състояние, сълзи, кървящо сърце, пронизано от седем меча                                                     |
| Queen of Heaven          | Дева Мария с корона от звезди, цветя                                                                                              |

- Дева Мария Непорочна (Mary Immaculate)
- Традиционно изображение на Дева Мария в синя мантия
- Дева Мария Милостива (Virgin of Mercy)